# Passerelle himalayenne de la Croix de Chamrousse
La passerelle himalayenne de la Croix de Chamrousse est un pont suspendu de France, à Chamrousse, en Isère.

## Géographie
La passerelle relie la Croix de Chamrousse à Casse Rousse, deux sommets de la chaîne de Belledonne au-dessus de Grenoble, franchissant le couloir de Casse Rousse empruntés par un sentier de randonnée et une piste noire de ski en hiver,. La Croix de Chamrousse constitue le sommet du domaine skiable de la station de sports d'hiver de Chamrousse,. Accessible par plusieurs remontées mécaniques dont une télécabine fonctionnant en périodes hivernale et estivale, cette montagne représente un point d'intérêt local avec des tables d'orientation, une croix sommitale, un restaurant et des antennes de télécommunication. La passerelle himalayenne ainsi qu'une tyrolienne de près de 2 kilomètres de longueur prévue pour 2023 font partie d'un plan de revalorisation touristique de ce sommet,,.
La passerelle en acier de 120 à 130 mètres de longueur et de 1,5 mètre de largeur permettra ainsi de gagner aisément le sommet de Casse Rousse où la création d'un belvédère est prévue,,.

## Histoire
La passerelle est construite de mai à décembre 2022 par Montagne et Neige Développement.

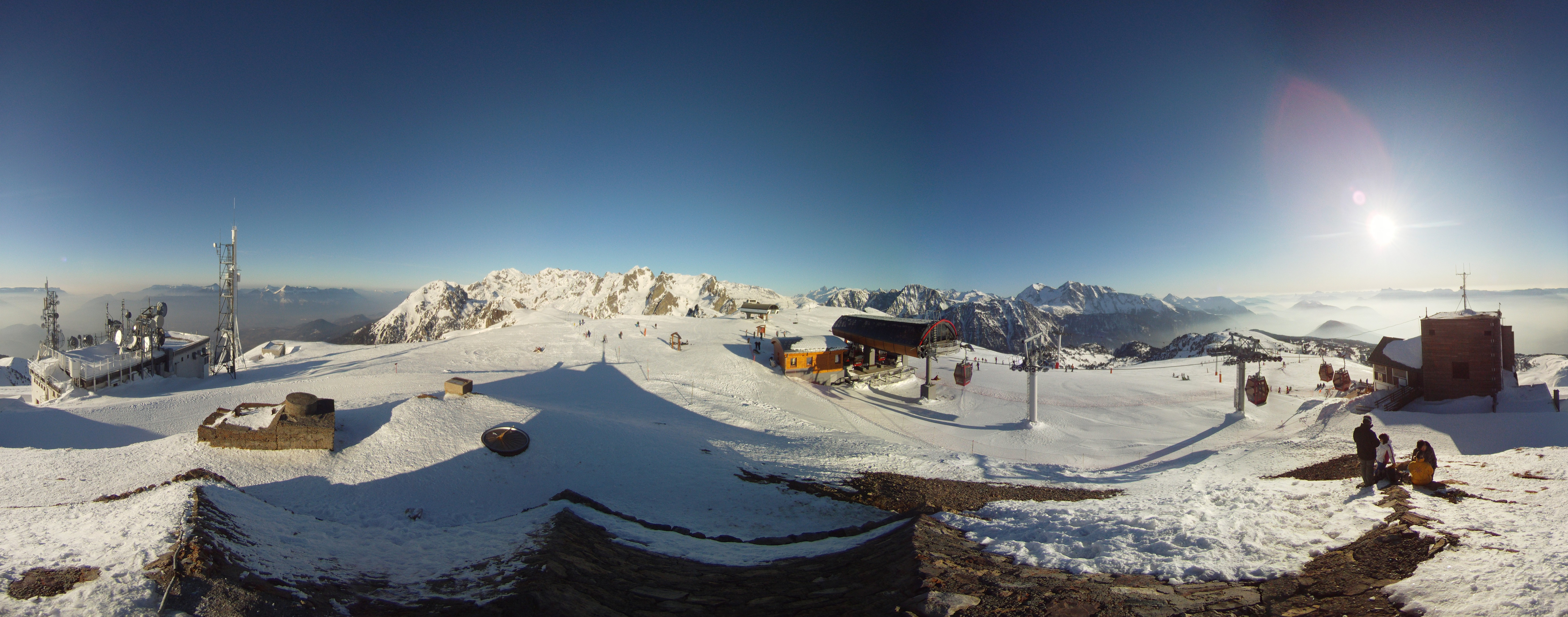
Vue panoramique du sommet de la Croix de Chamrousse en février 2012.